# Сасово (Берегівський район)
Са́сово — село в Королівській громаді Берегівського району Закарпатської області України.

## Географія
Межує з селами Теково і Чорнотисів. Відстань до Виноградова 12 км. Відстань до Королева 7 км.
Розташоване на рівнинній безлісій місцевості в басейні річки Тиса та її притоку, малої річки Батар. Абсолютна висота місцевості 135,6 мtnhb.
Через центр села проходить Автотранспортна магістраль Дяково—Виноградово (5 кілометрів до кордону із Румунією) та залізнична магістраль Королево-Дяково.
За національним складом населення -   русини(50%), угорці(20%), румуни(20%), українці(10%).

## Легенда села Сасово
Колись у Королівському замку жив герцог. Він розводив коней, і були в нього великі конюшні. Мав він одного конюха, який був дуже йому вірний. Коли конюх постарів, то герцог за многорічну і чесну службу подарував йому ті землі, де тепер село. Звали конюха Сас.
Сас одружився й оселився на подарованих йому землях. У нього були діти, коли виросли, теж одружилися й стали будувати поряд з батьковою оселею. Затим припросилися й інші сусіди, прикупивши ділянки від Саса. Згодом виросло й ціле село. Його за іменем Саса й назвали Сасовом.
Народні перекази говорять, що Сасово було засновано старшим конюхом Королівського замку, який знаходився в селищі Королево, великим Сасом (Нодь-сас).

## Герб
Щит розтятий і перетятий лазуровим і золотим. У першій частині срібна розкрита книга, обтяжена зліва червоною літерою "А". У другій частині футбольний м'яч, чорний та срібний. У третій частині червоне гроно винограду з такими ж листками. У четвертій частині три золоті колоски, покладені віялоподібно. Поверх всього прикордонний стовп, багаторазово скошений зліва срібним і чорним та підвищено обтяжений червоним щитком. Пагорбоподібна база тричі перетята лазуровим і срібним у золоті та срібним і лазуровим в лазурі.

## Історія
Поселення епохи пізньої бронзи та раннього заліза розташоване в урочищі Сухий Ботар. В урочищі Татар-Нярти — поселення пізньої бронзи (культура Станове) ХІІ — ХІІІ століть до нашої ери.
Перша письмова згадка про село в 1262 році, в описі кордону села Гудя (Гивденьгаза), називає його «землею госпітів». В 1355 році разом з Королевом, Чорним Ардовом і Веряцею, як села підпорядковані Нялабському замку, отримують королівську грамоту про привілеї. Пізніше, в 1379 році, потрапляє у власність великих землевласників і стає простим кріпацьким селом.
До кінця XIII століття мешканці села Сасово були вільними господарями. На початку XIV століття за правління королів Анжуйських селяни втратили своє привілейоване становище і стали кріпаками.
Під час нападу татар велику кількість населення села Сасово було винищено, тому після вигнання татар угорським королем Белом дозволено було поселитися на території Закарпаття Галицькому князеві Корятовичу зі своїми людьми. Частина їх поселилась і в селі Сасово.
У XV—XVI століттях кріпаки-сакси в основній масі змадяризувалися, їх в селі залишилися одиниці. Але в наступних століттях вони безслідно зникли і село, в переважній більшості, стає угорським, населення якого в ХУІ-ХУІІ столітті платило податок реформатським священикам. У другій половині XVII століття через навалу турків і татарів, а також епідемії чуми і холери, угорське населення пішло на спад, його місце зайняли русини.
Про цей процес красномовно свідчать дані архівних матеріалів про появу нових прізвищ жителів села — платників податків. Так, в 1450 році ще є німецькі сім'ї: Гебех, Глешер, Гім, Пітман, Рогман, Чебел, Руфус, Сас, Йоганес Фабіані, Маргінус. В 1563 році — Гелле, Роман, Сендел. Через 50 років появляються угорські і поодинокі русинські прізвища: Кіш, Фодор, Ферко, Ковач, Деяк, Шуба, Варга, Жолдош, Данч, Давід, Ірсун, Сендел, В 1775 році — Гоч, Форкош, Фекете, Беркі, Чука, Світлик, Мондич, Супіл, Дудаш, Фозекош, Мачка, Бідзіля, Двія, Гантюк, Комар, Костроба, Лемак, Марушка, Поляк, Шестак, Варивода, Човбан, Данко, Козьма, Лазар, Олаг, Орос, Роспопа, Товт, Вайнагі.
Що стосується мови, то в 1775 році, згідно доповідної записки, для жителів села звичайна мова (ordinaria lingua) — рутенська, хоч підкреслили, що всі розуміють угорську. Деякі історики підтримують версію, що село Угоча (яке дало назву комітату, про яке є письмові згадки В 1313 і 1332—1337 роках в XIV або XV столітті) злилося з Сасфолу. Про цей процес свідчить тогочасна назва сакського поселення, зокрема, в 1430—1431 роках його називали «Szaszfalu alio nomine Ugocsa». Ця конгломерація двох поселень дає можливість пояснити раптову кількісну перевагу угорського населення в Сасфолу.
В 1717 році татари спустошили село, захопили в полон 19 кріпаків, 5 із них повернулися додому.
В 1930-х роках в межах села утворюється поселення із переселенців з Міжгірського району — Колонія. Чехословацький уряд здійснював аграрну реформу, даючи можливість мало- і безземельним селянам із Верховини за рахунок кредитів викупити землі у великих землевласників, які мали більше 150га орної землі. Уже в радянські часи Колонія, згідно рішення облвиконкому № 431 від 30 липня 1962 року, була приєднана до Сасова. На сьогоднішній день від неї залишилося декілька руїн.

## Релігія
В XIV столітті в Сасфолу була церква. Як вказувалося раніше, вона, ймовірно, була католицькою, яка згодом, із прийняттям протестантизму землевласниками Перені, відійшла реформатам. Про неї поки що нічого не вдалося встановити.
Достеменно відомо, що в 1751 році згадується греко-католицька дерев'яна церква святого Михайла з вежею, двома дзвонами, прикрашена малими образами. В 1775 році вказується, що церква тісна для народу. До 1693 року церква була філією Чорного Ардова. У 1847 році згадується уже мурована церква, але, на жаль, відомостей про неї не збереглося.
В 1933 році на пожертви селян розпочато будівництво храму. Урочисте освячення каменя окружним намісником о. Георгієм Кадаром відбулося 10 вересня того ж року. Біля каменя поклали коротку історію села і церкви для майбутніх поколінь.
Проект церкви підготував професор Ужгородської жіночої семінарії Омелян Егрешій. Будівництво церкви планувалося на кінець літа 1934 року. 15 листопада 1936 року місцевий священик Стефан Ільницький освятив надбанний хрест, а на свято св. ар. Михайла — не зовсім готовий храм. На цій стадії вартість робіт становить 350 тисяч корон.
Будівельні роботи відновили в 1938 році. Головні об'єми храму утворюють монументальну хрестову композицію (площа 510 м²). Конструкцію виконано із бетону, а мурована частина — з цегли. Над головним входом облаштовано балкон для святкових проповідей, а всередині церкві додають величності хори на західній і бокових бічних стінах. Могутня вежа, висотою 40 м, завершена відкритим ліхтарем з бароковою головою.
Подібне завершення має і вівтарний об'єм. На 1938 рік витрати общини становили 500 тисяч корон, з яких громада покрила 430 тисяч і 70 тисяч виручили від продажу церковної нерухомості. Для закінчення будівництва храму (зовнішньої штукатурки, встановлення іконостаса, бічних просторів, малювання нави і притвору) потрібно було ще 250 тисяч корон.
Вівтарну частину розмалював Стефан Сарновський за ескізами Йосипа Бокшая. Престол із балдахіном висотою 7 м та іконостас вирізав відомий різьбяр І. Павлишинець.
Великий вівтарний образ «Преображення Господнє» у церкві намалював видатний закарпатський художник Й. Бокшай.
Перед освяченням храму до села були запрошені з місією отці-василіани, серед них Степан Решетило і Себастіан Собол. 19 серпня 1938 року, на свято Преображення, в присутності 6000 вірників, єпископ Олександр Стойка освятив храм. Проповідь для русинів виголосив о. Микола Русинко, а для угорців — о. Микола Монді. З дозволу Папи Пія ХІ храмове свято перенесли на Преображення Господнє. Як вдалося встановити, першим греко-католицьким священиком в селі в 1670 році був Оросвийгеші-Андрелла, останнім, до заборони греко-католицької церкви в 1949 році — о. Стефан Ільницький, який піддався тиску влади і перейшов до російського православ'я. На відміну від нього, о. Діонісій Шуба — помічний священик у Сасові — тривалий час відмовлявся від переходу у православ'я. На нього робився шалений тиск, і, зрештою, він 27 червня 1950 року, передостаннім (128-м) серед греко-католицьких священиків, підписав відозву про перехід до православ'я МП, проте не погодився на співпрацю з органами КДБ. Тому 9 жовтня 1950 року його заарештовують і засуджують на 10 років позбавлення волі з поразкою у правах на 5 років і з конфіскацією належного йому майна. 2 грудня 1955 року його звільнено з-під варти.

## Присілки
Колонія
Колонія - колишнє село в Україні, в Закарпатській області.Обєднане з селом Сасово рішенням облвиконкому Закарпатської області №431 від 30.07.1962
В 1930-х роках в межах села утворюється поселення із переселенців з Міжгірського району — Колонія. Чехословацький уряд здійснював аграрну реформу, даючи можливість мало- і безземельним селянам із Верховини за рахунок кредитів викупити землі у великих землевласників, які мали більше 150га орної землі. Щоб прогодувати родини горяни спускалися у низинні райони. Так група чоловіків з Волового (Міжгір’я) та з Горінчева добралися до Сасова. В чотирьох кілометрах за селом викупили орні землі. Намулені від весняних розливів Ботара участки вони засіяли пшеницею житом вівсом, кукурудзою, коноплями та льоном. У відкритий  ґрунт люди в перше висадили картоплю, тютюн, городні культури. Поступово переселенці стали обживати місцевість. Нарізали рівну, як стріла вулицю. Виходила вона з одного боку на Холмовець, а з другого – у бік румунського кордону. Люди приступили до будівництва житлових осель. Почали поставати хати криті соломою, а згодом черепицею та шифером. Першими побудувалися  тут Дмитро Гінцяк,  Михайло Молнар, Василь, Дмитро, Іван та Петро Катуни, Михайло Шекета. Потім Петро та Михайло Головки, Михайло Криванич, Василь та Юрій Бобики, Василь Звір, Петро Петрина, Михайло Рябець… Поселення переселенців з Верховини у Сасові прозвали  «колонією». Найтепліші спогади мешканців колонії були пов’язані з будинком Михайла Івашка. Тут знаходилася народна школа. Відвідували її близько 20-ти учнів. 
На сьогоднішній день від неї залишилося декілька руїн

## Населення
Згідно з переписом УРСР 1989 року чисельність наявного населення села становила 2361 особа, з яких 1121 чоловік та 1240 жінок.
За переписом населення України 2001 року в селі мешкали 2283 особи.

### Мова
Розподіл населення за рідною мовою за даними перепису 2001 року:
| Мова       | Відсоток |
| ---------- | -------- |
| українська | 98,60 %  |
| російська  | 0,79 %   |
| угорська   | 0,35 %   |
| білоруська | 0,13 %   |
| молдовська | 0,4 %    |

## Дозвілля
Внаслідок повені 2001 року сільський будинок культури був зруйнований. Нині на його місці побудовано новий дитячий садок.

## Відомі люди
В селі народилися:
- Шуба Михайло Федорович — український біофізик, академік НАН України.
- Бідзіля Микола Іванович — науковець, космобіолог, політичний діяч.
- Бідзіля Василь Іванович — український археолог, історик.
- Бідзіля Юрій Михайлович — український науковець у галузі літературознавства, журналістики та масової комунікації, доктор наук із соціальних комунікацій, професор, працює в УжНУ.
- Матій Петро Петрович — український співак і композитор, народний артист України.
- Бідзіля Руслан Юрійович — чемпіон України, майстер спорту з армреслінгу.
- Шуба Володимир Йосипович (нар. 1970) — український лікар-ортопед.

## Туристичні місця
- Колонія 
- Поселення епохи пізньої бронзи та раннього заліза розташоване в урочищі Сухий Ботар. В урочищі Татар-Нярти — поселення пізньої бронзи (культура Станове) ХІІ — ХІІІ століть до нашої ери.
- церква святого Михайла. Великий вівтарний образ «Преображення Господнє» у церкві намалював видатний закарпатський художник Й. Бокшай.